# Hughleechia gracilis
Hughleechia gracilis är en skalbaggsart som beskrevs av Perkins 2007. Hughleechia gracilis ingår i släktet Hughleechia och familjen vattenbrynsbaggar. Inga underarter finns listade i Catalogue of Life.